# Alexandra Paul (aktorka)
Alexandra Elizabeth Paul (ur. 29 lipca 1963 w Nowym Jorku) – amerykańska aktorka i modelka, producentka i scenarzystka, najlepiej znana jako porucznik Stephanie Holden z serialu Słoneczny patrol.

## Życiorys
Urodziła się w Nowym Jorku jako córka Sarah, pracowniczki socjalnej, i Marka Paula, bankiera inwestycyjnego. Wychowywała się wraz z siostrą bliźniaczką, Caroline, której książka Fighting Fire była nominowana do nagrody Pulitzera. Uczęszczała do Cornwall Consolidated School i Groton School w Groton w Massachusetts.
Swoją karierę zaczęła jako modelka. Wkrótce jednak zdecydowała się kontynuować naukę na Stanford University, na kierunku aktorskim.
Po raz pierwszy trafiła na ekran w dramacie wojennym J. Lee Thompsona Przeprawa (The Passage, 1979), lecz jednak jej nazwisko nie zostało nawet wspomniane w obsadzie. Jej pierwszym poważnym występem filmowym była rola Laurie Caswell w bardzo ciepło przyjętym dramacie telewizyjnym ABC Papierowe lalki (Paper Dolls, 1982) u boku Daryl Hannah, Lloyda Bridgesa i Morgan Fairchild.
W latach 1992–1997 zdobyła sympatię telewidzów jako pani porucznik Stephanie Holden z serialu Słoneczny patrol.
Zagrała później w wielu filmach kinowych i telewizyjnych, takich jak Dziennik sierżanta Fridaya, Christine, Perry Mason, Nocna straż, czy Szklanką po łapkach.
16 września 2000 wyszła za mąż za aktora Iana Murraya.

## Filmografia
- 1983: Christine jako Leigh Cabot
- 1992–1997: Słoneczny patrol (Baywatch) jako Stephanie Holden
- 1993: Pociąg śmierci (Death Train, TV) jako Sabrina Carver
- 1994: Przerażający małolat (The Paperboy) jako Melissa Thorpe
- 1995: Nocna straż (Night Watch) jako Sabrina Carver
- 2004: Ocalić Emily (Saving Emily) jako Cheryl
- 2005: The Phone Ranger w roli samej siebie
- 2005: Śmierć za śmierć (A Lover’s Revenge) jako Liz Maners
- 2006: Bunt maszyn (A.I. Assault) jako Marlon Adams
- 2006: Smak zdrady (Gospel of Deceit) jako Emily
- 2006: Who Killed the Electric Car? (film dokumentalny) w roli samej siebie
- 2006: Wulkan w Nowym Jorku (Disaster Zone: Volcano in New York) jako Susan
- 2006: W śmiertelnej pułapce (Trapped!, alternatywny tytuł Dangerous Isolation, TV) jako Samantha
- 2006: Kochaj sąsiada swego (Love Thy Neighbor) jako Laura Benson